# Edinburgh Journal of Botany
Edinburgh Journal of Botany is het wetenschappelijke tijdschrift van de Royal Botanic Garden Edinburgh. Het tijdschrift verschijnt sinds 1990 als voortzetting van Notes from the Royal Botanic Garden of Edinburgh. De redacteur is David J. Middleton. Het tijdschrift wordt in maart, juli en november uitgegeven door Cambridge University Press. Het tijdschrift is bestemd voor artikelen van de internationale botanische gemeenschap. 
Het peer reviewed tijdschrift richt zich op onderwerpen als systematiek, biodiversiteit, natuurbescherming en fytogeografie van planten en schimmels. Er wordt gepubliceerd over onderwerpen uit gebieden als Zuidoost-Azië, Zuidwest-Azië, de Chinese Himalaya, Brazilië, Europa, Centraal-Amerika en Afrika. 
Naast onderzoeksartikelen, publiceert het tijdschrift boekrecensies. In botanische literatuurverwijzingen wordt vaak de standaardafkorting ‘Edinburgh J. Bot.’ gebruikt.